# Антун Міханович
Антун Міханович (10 червня 1796, Загреб — 14 листопада 1861, Нові Двори) — хорватський поет, юрист і дипломат, автор вірша «Horvatska domovina», який став текстом національного гімну Хорватії «Lijepa naša domovino».

## Біографія
Антун Міханович народився в родині загребського землевласника Матії Михановича в Загребі, де закінчив початкову школу та Класичну гімназію (1809). Вищу освіту здобув на Королівській академії наук у Загребі, вивчаючи філософію (1809—1811) та право (1811—1813).
Після завершення навчання працював юристом при Банському столі в Загребі (1813). У 1815—1821 роках обіймав посаду військового судді, переважно в Італії. Через погіршення здоров'я Міханович вийшов на пенсію в 1821 році, повернувся до Загреба, а згодом переїхав до Відня, де займався філологічними та порівняльно-лінгвістичними дослідженнями. У 1823 році він опублікував працю про спорідненість санскриту зі слов'янськими мовами, а також роботу Die Zigeuner, де висловив думку про індійське походження ромів. План стати професором славістики в Росії не здійснився, тож у 1823 році Міханович припинив наукові дослідження й переїхав до Рієки, де у 1823—1836 роках працював чиновником у Рієці, де висловлював прогресивні погляди та відстоював інтереси громадян. У цей період (1825—1827) був депутатом Рієки на Пожонському сеймі разом з Андрієм Людевітом Адамичем. Саме в Рієці написав вірш «Хорватська батьківщина» (Horvatska domovina), який у 1835 році опублікував Людевит Гай у газеті «Даніца» (Danica). Пізніше ця пісня під назвою «Lijepa naša» (Наша прекрасна) стала національним гімном Хорватії.
У 1836 році Міханович вступив на дипломатичну службу в Австрійській імперії, ставши першим консулом у Белграді (1836—1838). Через політичні зміни в Сербії його було відкликано, після чого він продовжив дипломатичну кар'єру в Солуні (1839—1846), Смірні (1846—1849), Константинополі (1849—1853) та Бухаресті (1854—1856).
Міханович вийшов на пенсію у 1858 році та оселився в Нових Дворах біля Кланця, де прожив до кінця життя. Помер 14 листопада 1861 року. Його поховали на старому кладовищі в Кланці, а 1878 року останки перенесли на нове кладовище. У 1950-х роках там створили меморіальний парк та музей, присвячений його життю та творчості.

## Літературна і громадська діяльність
В юності Антун Міханович писав наукові розвідки та есе, а згодом, у зрілому віці, створив лише близько десяти поетичних творів.
Окрім написання поезії, Міханович займався перекладацькою діяльністю та вивчав історію хорватської мови. Він брав активну участь у політичному житті, підтримуючи реформи, що сприяли зміцненню хорватської національної свідомості.
У 1815 році видав брошуру «Слово батьківщині про користь писання рідною мовою» (Reč domovini od hasnovitosti pisanja vu domorodnom jeziku), створену на основі трактату «Розвідка про необхідність писати власною мовою» (1750) італійського письменника Ф. Алґаротті. Цією працею він передбачив ідеї хорватського національного відродження за два десятиліття до Людевита Гая.

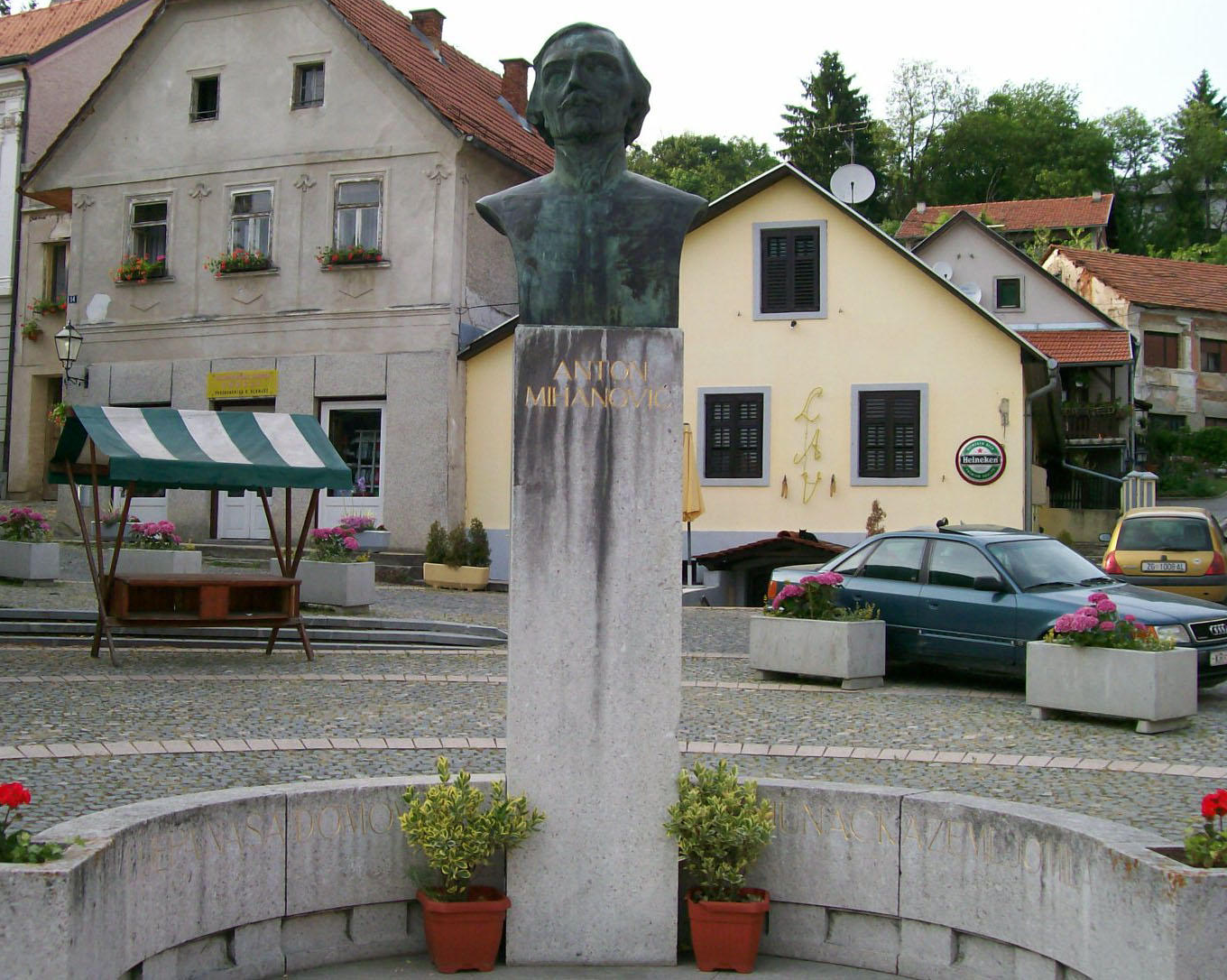
Пам'ятник Антунові Міхановичу, Кланець, Загреб

Він досліджував і з великим захопленням збирав старі документи, рукописи, рідкісні книги та інші історичні матеріали, особливо ті, що стосуються хорватського минулого. У 1818 році у Венеції він знайшов рукопис Гундулічевого «Османа» і опублікував маніфест щодо його значення.
У своїх творах Міханович підтримував ідею поєднання просвітницьких і романтичних поглядів на життя, що відрізняло його позицію від Гая. Його вірш «Хорватська батьківщина» (Horvatska domovina) (1835) виокремлюється серед інших патріотичних віршів того часу, зображаючи ідеалізований ландшафт як символ батьківщини.
Міханович також чітко дистанціювався від концепції южнославянського ілліризму, пропагуючи мову як основний елемент національної ідентичності. Він не зосереджувався на конкретних варіантах мови, таких як «хорватська», «іллірійська», кайкавщина чи штокавщина, а використовував терміни «наша», «народна», «материнська» мова, яка охоплює всі три діалекти хорватської літератури.
У 1848 році в монастирі Зографу на Афоні віднайшов «Зографське євангеліє» — старослов'янський глаголичний кодекс, написаний у Болгарії в X—XI століттях.

## «Horvatska domovina» і національний гімн

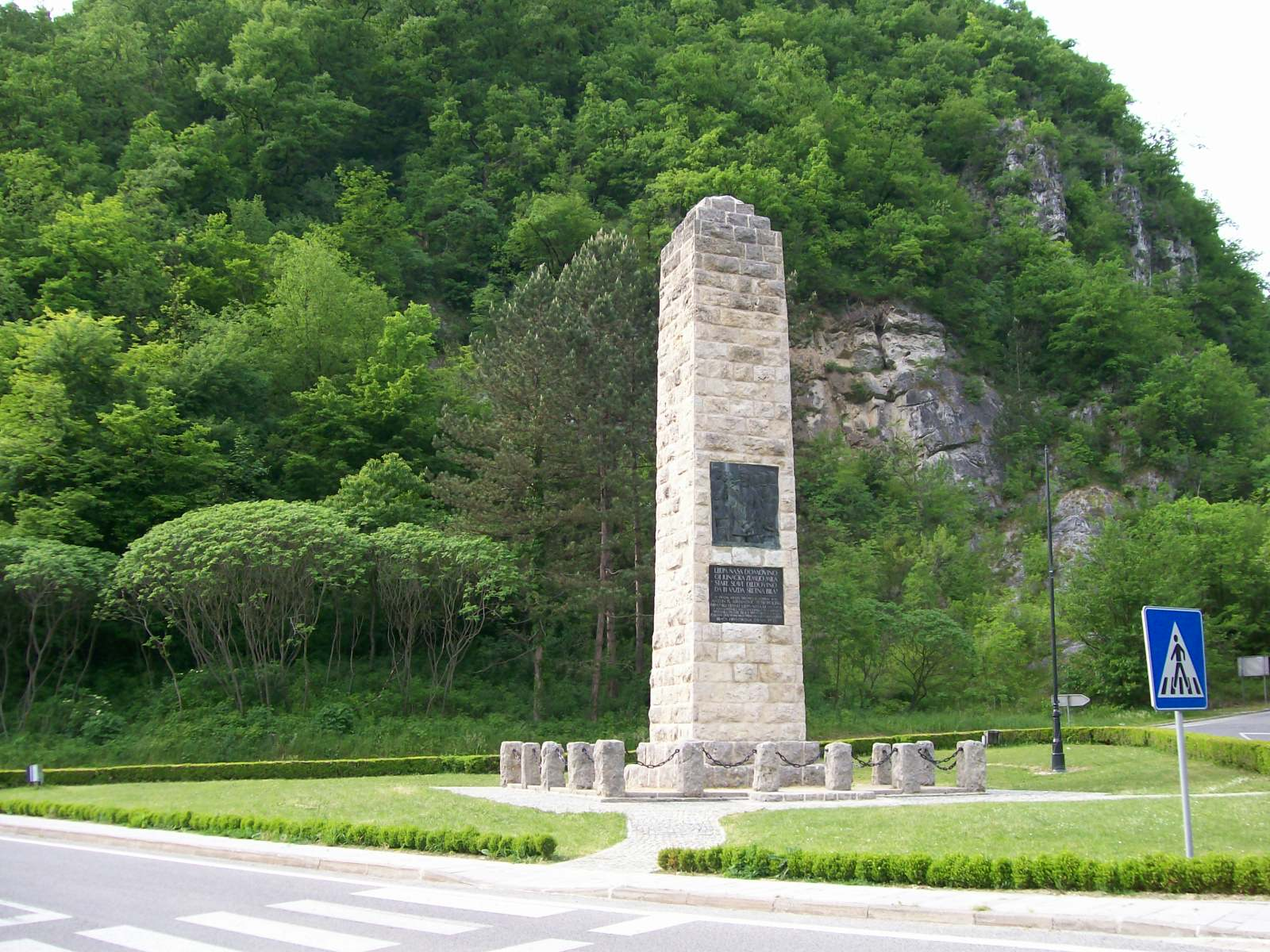
Пам'ятник гімну Хорватії, Зеленяк

Антун Міханович створив вірш «Хорватська батьківщина» (Horvatska domovina) в період, коли жив у Рієці, хоча її зміст і пейзажі, описані у творі, вказують на натхнення Загір'ям. Через це у 1935 році в Зеленяку біля Кланеця встановили пам'ятник, присвячений цій пісні. Існує думка, що відсутність згадок про море у тексті пов'язана з тодішньою невизначеністю статусу Рієки, адже Хорватія фактично не мала вільного виходу до моря.
Вірш був надрукований 14 березня 1835 року в часописі «Даниця» (Danica) яку видавав Людевіт Гай і став першою публікацією, що використала новий правопис.
Повний текст поеми значно ширший і складніший: він складається з чотирьох частин, які відображають ключові елементи хорватської ідентичності — патріотизм, працю, ідилічне сільське життя, війну і знову повернення до патріотизму. Цікаво, що у тексті зовсім немає згадок про Бога чи релігійні символи, що вирізняє цей твір серед інших патріотичних пісень того часу. Від початку твір сприймався не стільки як літературний витвір, скільки як політичний маніфест, що згодом спричинило зміни у тексті. Зокрема, у передостанній строфі пізніше були додані згадки про річку Драву та море.
Припускають, що музику до твору написав Йосип Рунянін у 1846 році в місті Глина, але перший нотний запис з'явився лише у 1862 році завдяки Ватрославу Ліхтенегеру. За свідченнями Августа Шенои, пісня швидко стала популярною серед хорватів. Від 1891 року її сприймали як національний гімн: під час виступів на публіці люди почали слухати її стоячи, що поступово закріпило за піснею статус гімну. Першу офіційну підтверджену роль гімну пісня отримала у 1918 році після проголошення незалежності Хорватії від Австро-Угорщини, коли її виконали в парламенті. Згодом перша строфа увійшла до гімну Королівства сербів, хорватів і словенців (пізніше — Югославії).
Остаточно «Lijepa naša» офіційно була закріплена як державний гімн Хорватії у 1972 році, коли це положення було внесено до Конституції Соціалістичної Республіки Хорватія. Сьогодні ця пісня вважається однією з найкрасивіших національних гімнів у світі.

## Вшанування пам'яті
Через значний внесок Антуна Міхановича в хорватську культуру, літературу та історію, у 1910 році в місті Кланець, де він провів останні роки життя, йому встановили бюст. Там також розташовані його меморіальний центр, могила і пам'ятний парк.

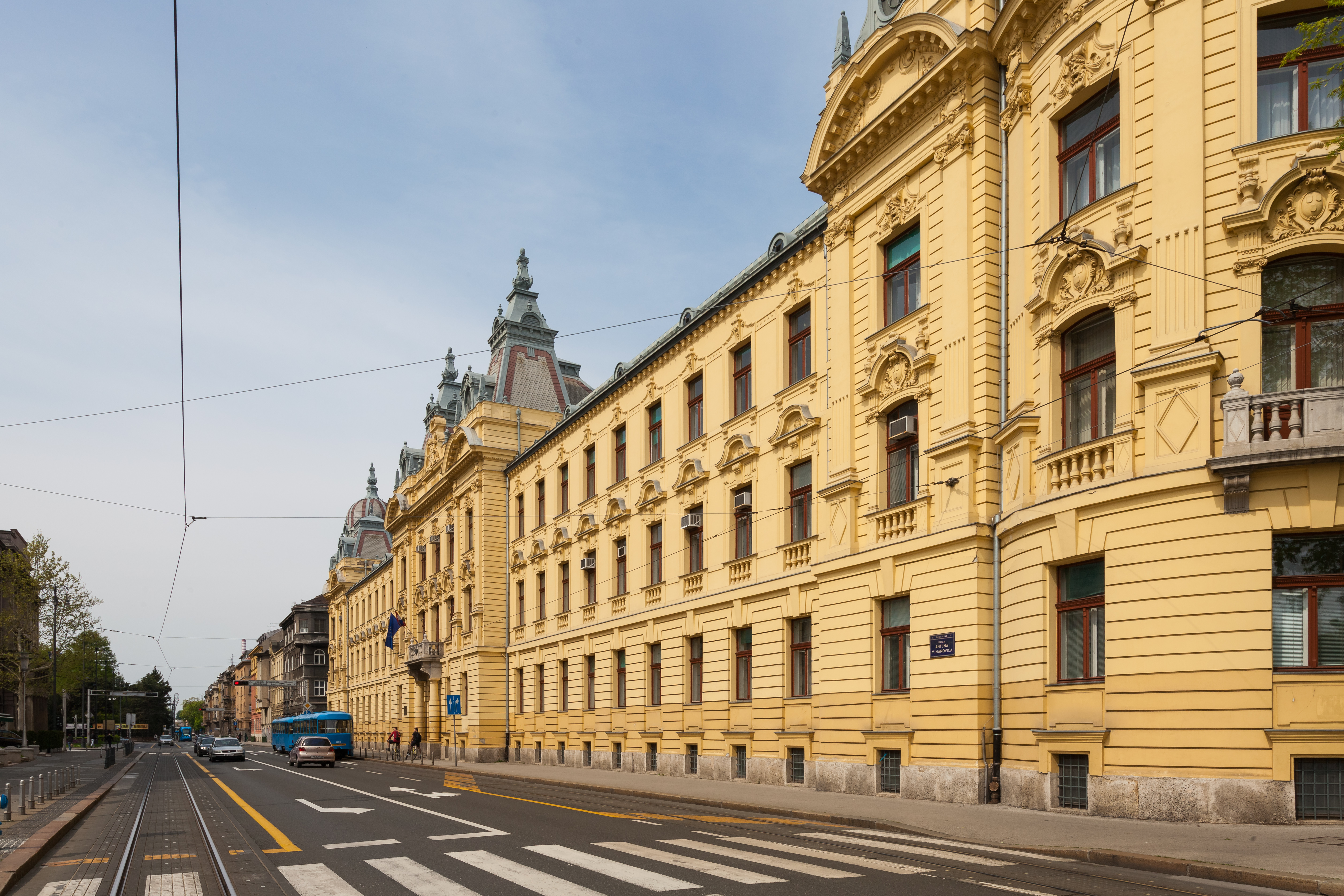
Вулиця Антуна Міхановича, Загреб, Хорватія

Замок Ердоді, де Міханович часто перебував, після реконструкції у 1983 році перейменували на Замок Міхановича. Вулиця в центрі Загреба носить його ім'я.
Місце, де колись стояв рідний дім Міхановича, нині позначене меморіальною дошкою, яку в 1991 році встановила Матиця хорватська. Першу пам'ятну таблицю в рідному місті встановили в 1935 році — це була плита з рельєфом, створена його праонуком Робертом Франгешем Міхановичем. Дошку встановили міська влада Загреба та Товариство братів хорватського змія на будинку на вулиці Опатичка 12, що належав чоловікові сестри Міхановича і в якому він часто перебував. Нині в цій будівлі розташоване посольство Греції, і цікавим є збіг, що дружина Міхановича була грекинею. Міхановича також увіковічнив Влахо Букован на своїй театральній завісі «Хорватське народне відродження», де він розмістив його поруч із двома головними діячами відродження: Людевитом Гаєм та Янком Драшковичем.